# Ghiacciaio Heap
Il ghiacciaio Heap è un ghiacciaio lungo circa 19 km situato nella regione meridionale della Terra di Oates, nell'Antartide orientale. Il ghiacciaio, il cui punto più alto si trova a circa 1500 m s.l.m., si trova sulla costa di Hillary e ha origine dal versante settentrionale dei monti Cook, da cui fluisce verso nord-est scorrendo lungo il versante orientale della mesa Henry fino a unire il proprio flusso a quello del ghiacciaio Mulock.

## Storia
Il ghiacciaio Heap è stato mappato da membri dello United States Geological Survey (USGS) grazie a fotografie aeree scattate dalla marina militare statunitense (USN) nel periodo 1959-63, e così battezzato dal Comitato consultivo dei nomi antartici in onore di John A. Heap, un membro della squadra di ricerca sulla barriera di Ross dell'Università del Michigan nel 1962-63.